# 第242空挺軍教育センター (ロシア空挺軍)
第242空挺軍教育センター（ロシア語:242-й учебный центр Воздушно-десантных войск；略称242 У ВУЦ ВДВ）は、ロシア空挺軍の教育部隊。
センターのモットーは、「勝ち方を学べ」（УЧИСЬ ПОБЕЖДАТЬ）。

## 沿革
- 1960年7月～9月：空挺軍の下士官及び下級特技兵の訓練のために、プスコフ州オストロフ市において、第44教育空挺師団編成。9月17日（センターの創設日）、編成完結。
- 1961年9月：リトアニアのカウナス市、ガイジュナイ町及びプレナイ市に移転。
- 1987年12月：第242空挺軍管区教育センターに改編。
- 1992年11月：リトアニアからロシア、オムスク市に移転。

## 編制
教育センターでの教育は、2期、5ヶ月の期間で行われる。第1期は3週間で、共通教育。第2期は4ヶ月と少し続き、特技の教育、分隊編成での行動への習熟が行われる。
現在、以下の特技を教育している。
- SAO-2S9指揮官
- 火砲誘導員
- 砲兵偵察分隊長
- 測距偵察兵
- 地図測定・計算手
- 無線電話手
- 携帯式対戦車誘導弾操作手
- D-30榴弾砲指揮官及び班員
- BMD-1、BMD-2、BMD-3、BTR-D機関手・運転手
- BMD-1、BMD-2誘導員・操作手
- 戦闘車班長

## 歴代センター長
1987年までは師団長。
| 職名       | 就任年          | 氏名                               | 階級 |
| ---------- | --------------- | ---------------------------------- | ---- |
| 師団長     | 1960年 - 1964年 | ニコライ・ジャレノフ               | 少将 |
| 師団長     | 1964年 - 1974年 | サリフ・ハリロフ                   | 少将 |
| 師団長     | 1974年 - 1975年 | ユーリー・クズネツォフ             | 大佐 |
| 師団長     | 1975年 - 1977年 | ヴィターリー・レベジェフ           | 大佐 |
| 師団長     | 1977年 - 1983年 | ヨシフ・オガニャン                 | 少将 |
| 師団長     | 1983年 - 1987年 | ワレンチン・ボグダンチコフ         | 少将 |
| センター長 | 1987年 - 1991年 | ニコライ・スタシコフ               | 少将 |
| センター長 | 1991年 - 1992年 | ヴィターリー・ラエフスキー         | 少将 |
| センター長 | 1992年 - 1994年 | ワレーリー・エフトゥホヴィッチ     | 少将 |
| センター長 | 1994年 - 1998年 | セルゲイ・セリコフ                 | 少将 |
| センター長 | 1998年 - 2000年 | アレクサンドル・パヴリュシチェンコ | 少将 |
| センター長 | 2000年 - 2003年 | アレクサンドル・イスクレンコ       | 少将 |
| センター長 | 2003年 - 2005年 | アレクサンドル・コルパチェンコ     | 少将 |
| センター長 | 2005年 -        | エフゲニー・ウスチノフ             | 大佐 |